# デゲッシュ (企業)
デゲシュ（Deutsche Gesellschaft für Schädlingsbekämpfung mbH 略称 Degesch）は、殺虫剤のツィクロンBを製造し、テシュ・アンド・スタベノウ社（Tesch & Stabenow、略称、Testa）、Heerdt-Linger(Heli) 社を通じてドイツ軍、ナチス親衛隊に販売していた化学企業である。第二次世界大戦時にナチス・ドイツが絶滅収容所でユダヤ人、ロマ人、障害者などをガス室で殺害するために製造した（ただしこれに異論を唱えるホロコースト否定論者も存在し、「ツィクロンBは、チフス対策の害虫駆除剤であって、換気装置の無い倉庫や地下室などを用いての連続的大量殺人は不可能である」との主張もある。ガス室及びホロコーストを参照）。

## 年表

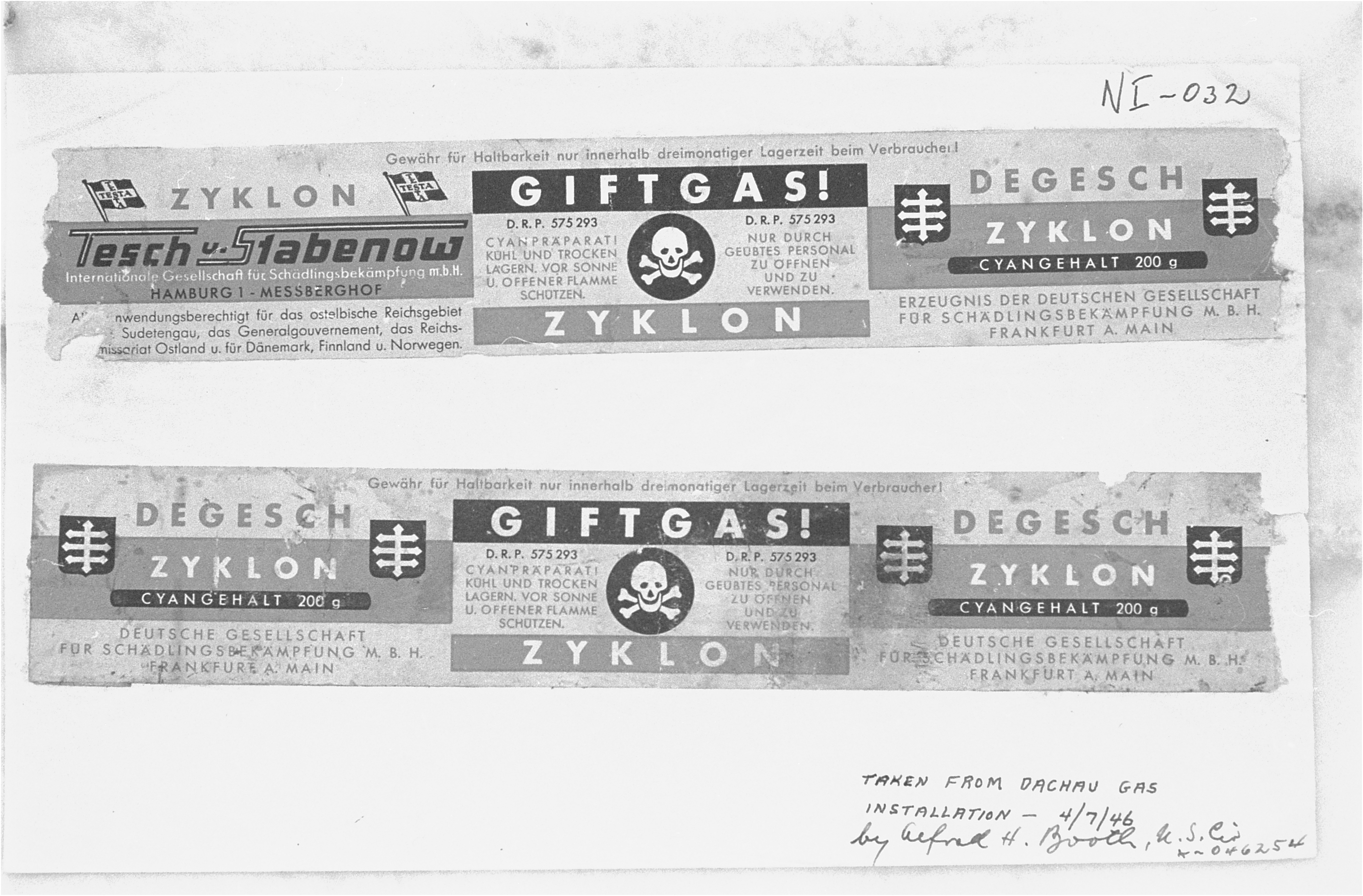
ツィクロンBの缶に貼られていたラベル。製造企業であるデゲッシュ（DEGESCH）の文字も確認できる。

- 1919年 - フリッツ・ハーバー（ノーベル化学賞受賞者）を代表として開設。
- 1922年 - ツィクロンBの製法に関する特許を申請する。製造はデッサウ製糖工場に依頼し、1924年に認可を得、その後生産に取りかかられた。
- 1930年 - IG・ファルベン社が30％で資本参加。1936年には比率が42.5％に増加される。
- 1947年 - IG・ファルベン社裁判。クルト・ゲルシュタイン（ナチス・ドイツ武装親衛隊衛生学研究所所員）からドイツ軍が使用するための、通常のツィクロンBと異なる、無臭ツィクロンBの製造を、デゲシュ代表　Dr. Gerhard Friedrich Peters　に依頼。Dr. Gerhard Friedrich Petersは、戦争犯罪に関与していたと見なされる[1]。
- 1948年2月、1939 - 1945年の間に取締役員長を務めていた Hermann Schlosser [2]　逮捕。
  - 1948年4月 - Hermann Schlosser 釈放。
- 1949年 - Dr. Gerhard Friedrich Peters 殺人罪により懲役5年の告訴。
  - 1952年 - 懲役6年の有罪判決。
  - 1953年 - 出所。法律改正により殺人幇助と見なされなくなる。
- 1986年 - Detia Freyberg GmbH (Detia-Degesch GmbH [3]) に売却。

## 参照
1. ↑  LG Frankfurt am Main vom 27.5.1955, 4a Ks 1/55 Archived 2011年9月28日, at the Wayback Machine.. "Gerstein habe dann gefragt, ob Zyklon ohne Reizstoff geliefert werden könne, und habe, als er die ablehnende Haltung des Angeklagten bemerkte, erklärt, dass es sich um 'legale Hinrichtungen', in einzelnen Fällen um Sterbehilfe handle. [...] Man habe sich dann auf die Lieferung von monatlich 200 kg geeinigt."
2. ↑  Braunbuch (1968) Archived 2010年10月6日, at the Wayback Machine. (Zugriff am 6. März 2007)
3. ↑  DETIA DEGESCH GMBH